# Midori Furusawa
Midori Furusawa (japanisch 古澤 緑 Furusawa Midori; * 28. April 1974 in Ōdate Präfektur Akita) ist eine ehemalige japanische Skilangläuferin.

## Werdegang
Furusawa startete international erstmals bei den Junioren-Skiweltmeisterschaften 1994 in Breitenwang. Dort gewann sie die Silbermedaille mit der Staffel und belegte den 47. Platz über 5 km klassisch und den 46. Rang über 15 km Freistil. In der Saison 1994/95 holte sie in Sapporo mit dem 27. Platz über 15 km Freistil ihre einzigen Weltcuppunkte und kam bei den nordischen Skiweltmeisterschaften 1995 in Thunder Bay auf den 51. Platz in der Verfolgung, auf den 49. Rang über 15 km klassisch und auf den 48. Platz über 5 km klassisch. Zudem errang sie dort den 12. Platz mit der Staffel. Im folgenden Jahr wurde sie bei den Winter-Asienspielen in Harbin Siebte über 10 km Freistil und Sechste über 5 km klassisch. Bei ihrer ersten Olympiateilnahme im Februar 1998 in Nagano lief sie auf den 38. Platz übr 30 km Freistil. In der Saison 1998/99 wurde sie bei den Winter-Asienspiele 1999 in Gangwon Achte über 5 km klassisch und Vierte über 10 km Freistil und holte in Sapporo über 10 km Freistil ihren ersten Sieg im Continental-Cup. Ihre besten Platzierungen beim Saisonhöhepunkt, den nordischen Skiweltmeisterschaften 1999 in Ramsau am Dachstein, waren der 36. Platz über 15 km Freistil und der 12. Rang mit der Staffel. In ihrer letzten aktiven Saison 2001/02 siegte sie nochmals im Continental-Cup in Sapporo über 10 km Freistil und belegte bei den Olympischen Winterspielen 2002 in Salt Lake City den 42. Platz im 15-km-Massenstartrennen und den 36. Rang über 30 km klassisch.
Furusawa siegte bei japanischen Meisterschaften im Jahr 1998 über 30 km und im folgenden Jahr jeweils über 10 km Freistil und 30 km.

## Teilnahmen an Weltmeisterschaften und Olympischen Winterspielen

### Olympische Winterspiele
- 1998 Nagano: 38. Platz 30 km Freistil
- 2002 Salt Lake City: 36. Platz 30 km klassisch, 42. Platz 15 km Freistil Massenstart

### Nordische Skiweltmeisterschaften
- 1995 Thunder Bay: 12. Platz Staffel, 48. Platz 5 km klassisch, 49. Platz 15 km klassisch, 51. Platz 10 km Verfolgung
- 1999 Ramsau am Dachstein: 12. Platz Staffel, 36. Platz 15 km Freistil, 37. Platz 10 km Verfolgung, 38. Platz 30 km klassisch, 46. Platz 5 km klassisch

## Siege bei Continental-Cup-Rennen
| Nr. | Datum          | Ort     | Disziplin      | Serie           |
| --- | -------------- | ------- | -------------- | --------------- |
| 1.  | 5. März 1999   | Sapporo | 10 km Freistil | Continental-Cup |
| 2.  | 7. Januar 2002 | Sapporo | 10 km Freistil | Continental-Cup |